# Lepidozamie
Lepidozamie (Lepidozamia) je rod cykasů z čeledi zamiovité. Zahrnuje 2 druhy pocházející z Austrálie. Jsou známy i 2 fosilní druhy. Jméno je odvozeno od řeckého slova lepidos, které značí šupinatý, a označuje šupinatou strukturu stonku a základu listů.
Lepidozamie pocházejí z dešťových pralesů ve východním Queenslandu a východním Novém Jižním Walesu, v oblastech, kde prakticky nedochází k lesním požárům. Rozšiřují se pouze semeny, která jsou požírána divokými prasaty a hlodavci a šířena trusem. Opylovány jsou pouze broukem rodu Tranes, který žije a množí se v samčích šišticích a přemisťuje se do samičích šištic v době jejich zrání.

## Druhy
- Lepidozamia peroffskyana
- Lepidozamia hopei

Druh Lepidozamia peroffskyana byl poprvé popsán podle stromu rostoucího v botanické zahradě v Petrohradu v roce 1857 ruským botanikem, hrabětem von Peroffskym. Výškou dosahuje 7 metrů, s průměrem kmene až 40 cm. Denní teploty u obou rostlin se v létě pohybují kolem 30 °C.
Druh Lepidozamia hopei je znám jako vůbec největší cykas na světě s výškou 17-20 m. Tyto cykasy bývají obvykle nevětvené, vysoké s kmeny pokrytými zaschlými stonky starých listů. Snadno se pěstují jako ozdobné rostliny pro své krásné listy. Jsou relativně odolné chladu.